# Lorenzo Varela
Xesús Lorenzo Varela Vázquez (Havana, 10 de agosto de 1916 – Madrid, 25 de novembro de 1978) foi um narrador e poeta galego que passou a maior parte da sua vida no exílio. 
Militou no Partido Comunista da Espanha e durante a Guerra Civil espanhola teve um papel relevante nas Milícias da Cultura. Produziu a sua obra em galego e em castelhano e foi-lhe dedicado do Dia das Letras Galegas em 2005.

## Biografia
Lourenzo Varela nasceu no barco La Navarre no momento em que ele chegava ao porto de Havana com um grupo de emigrantes galegos entre os que se incluíam os seus pais. 
A infância de Varela, porém, transcorreu principalmente em Monterroso (Galiza), aonde regressaram os pais pouco depois de emigrarem pela primeira vez. A começos da década de 1920 a família emigra novamente, agora com destino a Buenos Aires, onde Varela realiza os estudos primários e possivelmente o primeiro curso de segundo grau. 
Em 1931 a família retorna à Galiza e instala-se em Lugo, onde Varela receberá a alcunha de “argentino” pelo seu sotaque. Em Lugo completa os seus estudos de segundo grau e participa na fundação da Federação de Mocidades Galeguistas (nacionalistas), afiliando-se também à trotskistaEsquerda Comunista. Estabelece, também, uma amizade com dois dos autores que depois serão principais no conjunto da cultura galega, Ánxel Fole e Ramón Piñeiro. 
Em 1934, Varela instala-se em Madrid para estudar a carreira de Filosofia e Letras, onde contata com o grupo PAN (Poetas Andantes y Navegantes), dirigido por Xosé Otero Espasandín, em cuja revista publica os seus primeiros textos e recensões de obras de Álvaro Cunqueiro e Tomás Meabe. Além disso, contatou com outros estudantes e intelectuais galegos como Eduardo e Rafael Dieste e espanhóis, como Federico García Lorca, Luis Cernuda, Miguel Hernández ou o chileno Pablo Neruda. Nessa época incorpora-se às Missões Pedagógicas e trabalha como crítico literário no prestigioso jornal El Sol.

### Guerra Civil
Após a sublevação franquista, Varela integra-se no Quinto Regimento de Milícias Populares, afilia-se ao PCE e colabora ativamente na Alianza de Intelectuales Antifascistas (AIA) em trabalhos de propaganda e agitação. Colabora na fundação da revista El Mono Azul e escreve crónica de guerra no jornal Ahora e na revista Hora de España. Em 1937, três dos seus poemas aparecem na antologia republicana Poetas en la España leal junto com outros de Antonio Machado, Luis Cernuda, Rafael Alberti ou León Felipe. Nesse mesmo ano, participa no Segundo Congresso Internacional de Intelectuais Antifascistas em Valencia, onde estão presentes também Pablo Neruda, Nicolás Guillén, Ernest Hemingway, César Vallejo, Raúl González Tuñón, Octavio Paz, André Malraux ou Louis Aragon. Participa também ativamente nas batalhas de Madrid, Guadalajara, Brunete, Teruel e Ebro, com responsabilidades de mando frequentemente ligadas às Brigadas Internacionais e como comissário da 46 Divisão do Quinto Corpo do Exército, comandada polo galego Enrique Líster.

### Exílio
Após a queda do governo republicano exilia-se na França desde fevereiro de 1939, sendo internado num campo de concentração do que sai graças à pressão de diversos intelectuais franceses. Em 23 de maio de 1939 embarca no Sinaia com outros 1589 republicanos exiliados com destino México, onde passará três anos trabalhando na revista Taller que dirigia Octavio Paz. Nessa revista publicará vários poemas, uma tradução de Baudelaire, diversas recensões e um pequeno ensaio sobre a poesia de Rafael Alberti. Funda ademais a revista Romance, na que colaboram os exiliados espanhóis. Porém, a editora Ediapsa expulsou os redatores após um conflito com eles e a revista deixa de publicar-se em setembro de 1940. 
A meados de 1941, Varela viaja a Cuba e continua até Buenos Aires, onde estão já a morar o seu pai, José Ramón Varela e importantes intelectuais galegos como Rafael Dieste, José Otero Espasandín, Arturo Cuadrado e Luís Seoane. Seoane e Cuadrado fundarão a editorial Nova, cuja primeira publicação será o livro de poemas Torres de Amor de Varela, que sai à rua em 5 de dezembro de 1942 com limiar de Rafael Dieste e ilustrações de Luís Seoane. Além disso, Varela frequenta a tertúlia do café Tortoni e funda e dirige a revista De Mar a Mar (apenas sete números), e depois a revista Correo Literario (quarenta números) entre 1943 e 1945 na qual aparecem vários poemas, ensaios, notas críticas e reportagens da sua autoria. Nesta revista é que começam também a publicar as suas primeiras obras Julio Cortázar e Ernesto Sábato. Nessa época aparecem as primeiras produções de Varela em galego, Quatro poemas pra quatro gravados no álbum Maria Pita e três retratos medievais (1944) de Luís Seoane, poemas que mais tarde seriam musicados polo compositor Julián Bautista. E em 1945 aparece o poema Éramos três irmãos. 
A produção cultural de Varela continua em aumento e em 1946 dirige a revista Cabalgata. Porém, devido à sua militância do Partido Comunista Argentino, foge da Argentina após a vitória eleitoral de Perón em 1946. Varela exilia-se no Uruguai com a escritora Estela Canto. Em 1952 os Estados Unidos proibir-lhe-ão a entrada pela sua militância comunista e nesse ano regressa a Buenos Aires, onde começará a frequentar a tertúlia de Marika Gerstein, com quem casará em 1960. Pouco depois do seu regresso a Buenos Aires, publica do livro de poemas Lonxe, com ilustrações de Luís Seoane e começa a trabalhar no jornal La Razón, através do qual consegue uma permissão para entrar na Espanha franquista, onde apenas se tem certeza de que contatou Valentín Paz Andrade, um dos intelectuais galegos não exiliados. De regresso à Argentina, continuou colaborando em diversos meios de rádio e imprensa escrita, adquirindo um prestígio que era desconhecido na Galiza. Em 1976 Varela regressa do exílio, mas já não publica nem reedita obra alguma. Morre em 25 de novembro de 1978 em Madrid, sendo soterrado lá e sendo depois trasladados os seus restos para o lugar da sua infância em Monterroso. 

## Obra em língua galega
- Quatro poemas galegos pra quatro gravados (incluído num álbum de Luís Seoane), 1944.
- Lonxe, 1954.
- Poesías, 1979.
- Poesía galega, 1990.

## Outros artigos
- Exílio galego
- Dia das Letras Galegas

## Veja-se também